# オーバーアスバッハ
オーバーアスバッハ (ドイツ語: Oberasbach、地元近辺では「アシュバッハ」と発音する) はドイツ連邦共和国バイエルン州ミッテルフランケン行政管区のフュルト郡に属す市である。

## 地理

### 隣接する市町村
オーバーアスバッハは、北と西は一部はビーベルト川をはさんでツィルンドルフと境を接している。東はレドニッツ川が市境の大部分をなしており、フュルトおよびニュルンベルクの市域に接する。オーバーアスバッハの南にはシュタインが位置している。

### 市の構成
オーバーアスバッハ市は公式に名称がつけられた以下の6つの地区で構成されている:
- アルテンベルク
- クロイトレス
- ノイミューレ
- オーバーアスバッハ
- レードルフ
- ウンターアスバッハ

## 歴史
この集落は、1288年に ze Obernaspach として初めて文献に記録されている。この集落名は、河川名のアスバッハに由来する。この河川名の規定語は、aspe（ヤマナラシ）を意味する。
オーバーアスバッハは、中世にはフランケン大公の世襲領に位置していた。この街は、1500年からフランケン帝国クライスに属した。
18世紀の終わり頃、オーバーアスバッハには22戸があった。高等裁判権と行政権はブランデンブルク＝アンスバッハ辺境伯領のリヒターアムト（判事局）・ロスタールが行使した。土地所有者は、ハイルスブロン修道院事務局、ツィルンドルフ教会、ツィルンドルフ助任司祭、オーバーアスバッハ教会、ニュルンベルク市病院局、同慈善局、ドイツ騎士団ニュルンベルク司令部、ニュルンベルクの都市貴族、フューラー家、グルントヘル家、ハラー家、ショイルル家、トゥーヒャー家、ツェルトナー家であった。1802年には19戸があり、このうち4戸がアンスバッハ侯領、15戸が他の領邦の統治下にあった。
市町村令に伴って1808年にシュトイアーディストリクト（徴税区）・オーバーアスバッハが設けられた。この徴税区には、アルテンベルク、クロイトレス、ノイミューレ、ウンターアスバッハ集落が含まれた。同じ年にルーラルゲマインデ・オーバーアスバッハが組織されたが、その範囲は上記の徴税区と同じであった。この地域は、行政と裁判権はニュルンベルク地方裁判所の下、財政はレントアムト（財務局）・フュルト（1920年にフィナンツアムト・フュルトと改名された）の下に置かれていた。2つの地所は、1812年まで自由裁判権下にあったが、1822年から1835年までローエおよびベーリンガードルフ世襲裁判権下に置かれた。また、1つの地所が1823年から1837年までボックスドルフの世襲裁判権下、1つの地所が1822年から1836年までハイメンドルフの世襲裁判権下にあった。オーバーアスバッハは、1862年からベツィルクスアムト・フュルト（1938年からフュルト郡と改名された）の管理下に置かれた。裁判権は、1862年にフュルト地方裁判所に移され、1880年からはフュルト区裁判所の管轄下となった。1961年、この街の面積は 10.489 km2 であった。

### 市町村合併
1976年1月1日に、廃止されたライヒェンドルフ町からレードルフ地区が、当時150人の住民とともにこの街に編入された。
1994年4月30日にこの街は市に昇格した。

## 住民

### 人口推移
| 年   | 1818   | 1840   | 1852   | 1861   | 1867   | 1871   | 1875   | 1880   | 1885   | 1890   | 1895   | 1900   | 1905   | 1910   | 1919   | 1925   | 1933   | 1939   | 1946   | 1950   | 1961  | 1970   | 1987   | 2008   | 2011   | 2016   |
| 人口 | 359    | 436    | 578    | 496    | 551    | 597    | 651    | 702    | 703    | 758    | 748    | 806    | 895    | 905    | 959    | 1,073  | 2,099  | 2,851  | 3,925  | 4,751  | 7,717 | 12,766 | 14.833 | 17,003 | 17,175 | 17,553 |
| 戸数 | 54     | 67     |        |        |        | 79     |        |        | 95     |        |        | 106    |        |        |        | 131    |        |        |        | 582    | 1,195 |        | 3,464  |        |        | 4,616  |
| 出典 | [ 13 ] | [ 14 ] | [ 15 ] | [ 16 ] | [ 15 ] | [ 17 ] | [ 15 ] | [ 15 ] | [ 18 ] | [ 15 ] | [ 15 ] | [ 19 ] | [ 15 ] | [ 15 ] | [ 15 ] | [ 20 ] | [ 15 ] | [ 15 ] | [ 15 ] | [ 21 ] | [ 9 ] | [ 22 ] | [ 23 ] | [ 24 ] | [ 24 ] | [ 24 ] |

## 行政

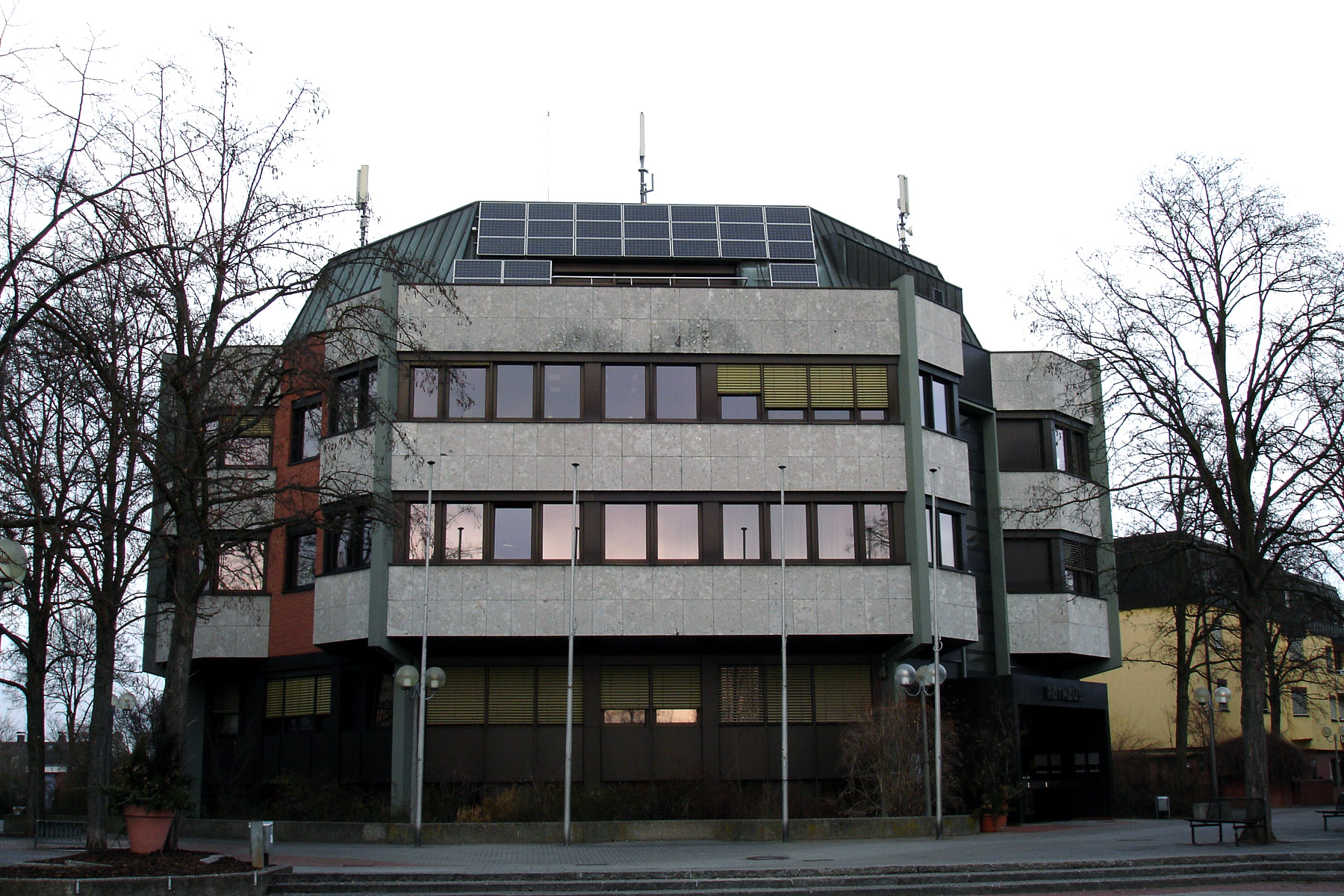
オーバーアスバッハ市庁舎

### 首長
現在（2014年 - 2020年）の第1市長は、ビルギット・フーバー (CSU) である。

### 市議会
この街の市議会は、24人の議員で構成されている。

### 姉妹都市
オーバーアスバッハは以下の都市（および市町村連合）と姉妹都市関係にある。
- L’Aurence Glane Développement（フランス、オート＝ヴィエンヌ県、市町村連合）
- ニーダーヴュルシュニッツ（ドイツ語版、英語版）（ドイツ、ザクセン州）
- オワバ（ポーランド語版、英語版）（ポーランド、県）
- リオーロ・テルメ（イタリア、エミリア＝ロマーニャ州）

## 文化と見所

### 文化

#### オーバーアスバッハの市場の日
毎週金曜日に「オーバーアスバッハの市場の日」が開催される。街の中心部、市庁舎周辺で、主に農産物が販売されている。

#### オーバーアスバッハの文化の日
毎年、6月のいずれかの週末に「オーバーアスバッハの文化の日」が開催される。このイベントでは、この地域の芸術家により彫刻が制作される。

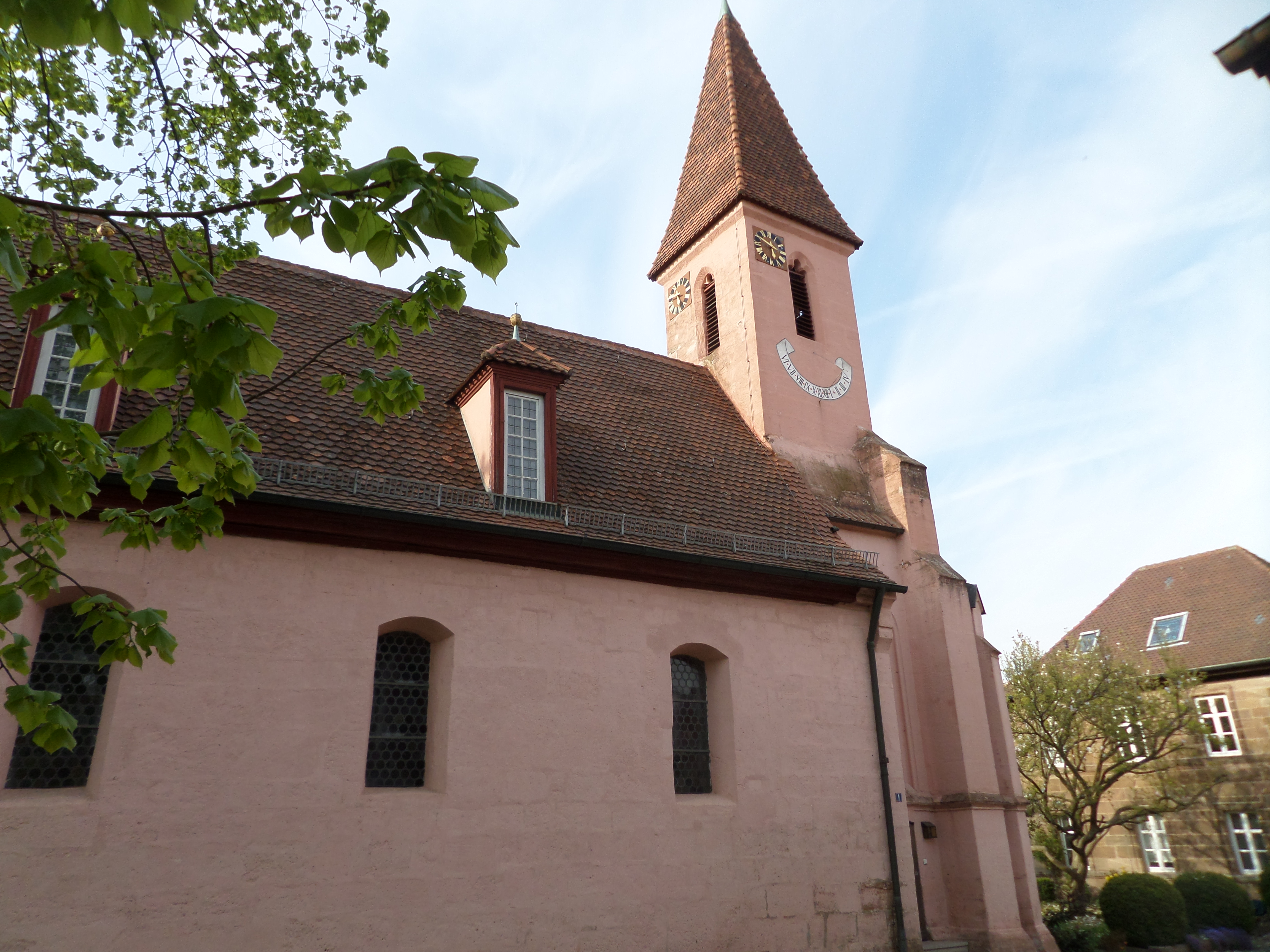
聖ロレンツ教会

### 見所
聖ローレンツ教会は、三角形の内陣（15世紀前半）と、身廊の東端に四角形の鐘楼を持つ簡素な漆喰塗りのザール建築である。内陣の多角形の角には控え壁とコーニスが設けられ、ほっそりとしたトレサリーが壁面に開いている。内部は木材と粘土の天井で覆われたホール状で、内陣には網目状の交差リブヴォールトが見られる。壁面には4人の福音記者のシンボルと様式化された植物が描かれている。
道の反対側には、旧ミルクハウス（ミルクの集荷場）が保存されている。

### 自然保護区
オーバーアスバッハ東部のアルテンベルク地区およびウンターアスバッハ地区は、フランケンのザントトロッケンラーゼンフレッヒェ（まばらに草が生えた砂地の乾燥した地形）に関連したハインベルク自然保護区内に位置している。1990年代の初めまでハインベルクはアメリカ軍の練兵場として利用されていた。
この地域をクロイツバッハ川が流れており、その中央で洋梨型の池を形成している。この小川はアスバッハ川とも呼ばれており（これが地名の由来となった）、専ら本市の市内を流れている。上流部は。19世紀前半に農業用に直線化されていたが、1990年以降再自然化工事が行われ、ハインベルク付近では人工に設けられた池を有しながらも、より自然な流れとなっている。この川は、オーバーアスバッハとニュルンベルクとの間のフェルナブリュッケ（フェルナ橋）付近でレドニッツ川に合流する。2016年現在池にはビーバーが住んでいる。

## 経済と社会資本

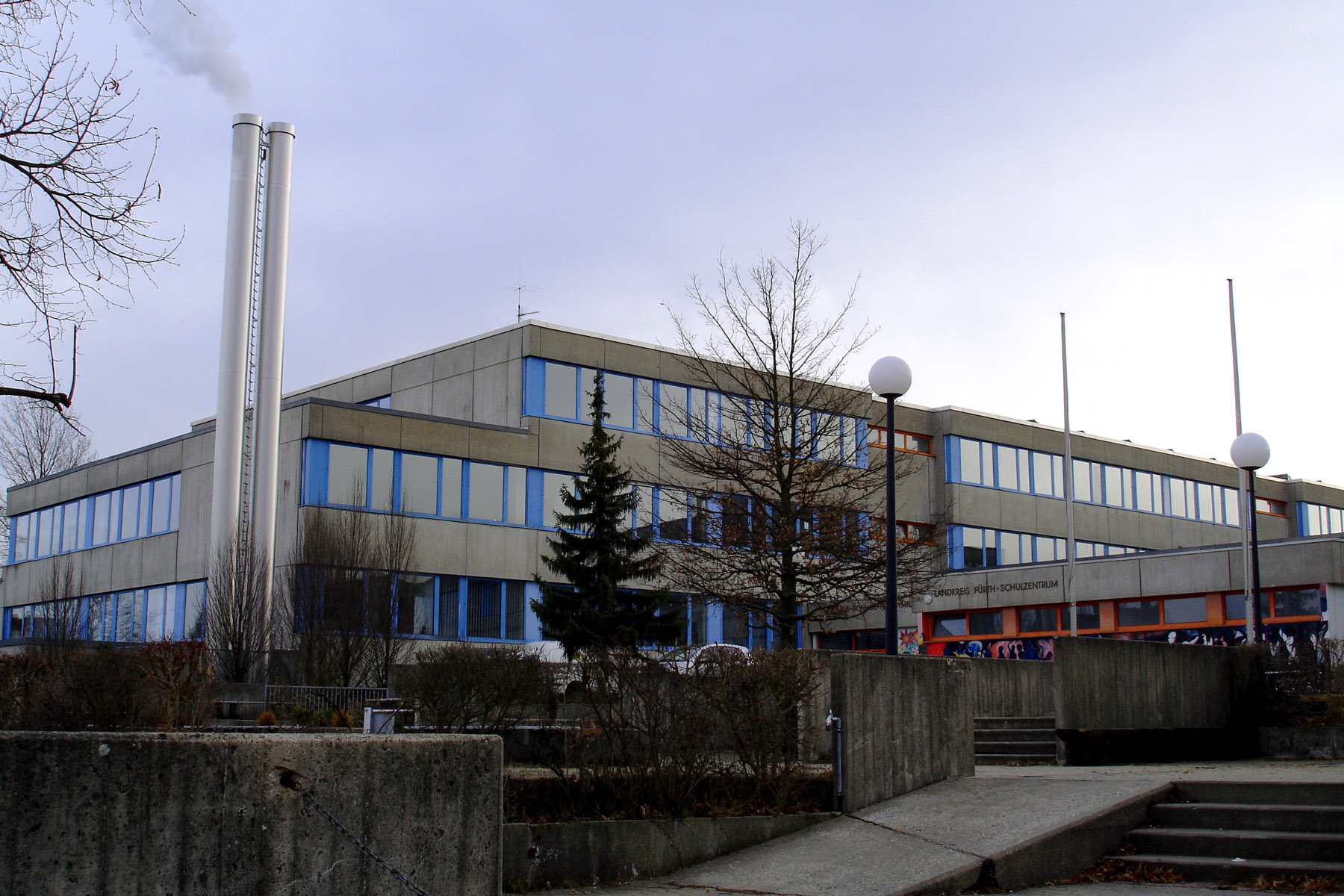
ディートリヒ＝ボンヘッファー＝ギムナジウム・オーバーアスバッハ

### 教育

#### 学校
- ディートリヒ＝ボンヘッファー＝ギムナジウム・オーバーアスバッハ
- アルテンベルク基礎課程学校
- ペスタロッツィ基礎課程学校クロイトレス
- ペスタロッツィシューレ（中等学校）
- 特別教育学奨励センター
- オーバーアスバッハ/ツィルンドルフ市民大学

#### 市立図書館
市庁舎内1階に市立図書館がある。この図書館は、約29,000点の書籍、ビデオ、雑誌、CDを収蔵している。すべてのメディアは無料で貸し出しできる。

#### 青年の家
聖ヨハネス教会近く、ペスタロッツィシューレ近くに青年の家「オアシス」があり、若者に様々なレジャーアクティビティを提供している。

### 経済
オーバーアスバッハには、数多くの手工業者、スーパーマーケット、パン屋、肉屋がある。他にカフェ、バー、レストランもある。また、小規模な工業事業者や、全国的に活動する広告代理店が1社ある。小規模業者は特に地域の雇用を促進している。地元の労働者を強化するために、オーバーアスバッハ産業連合会が発足した。この連合会には約50社が加盟しており、毎年産業ショーを開催している。

### 交通

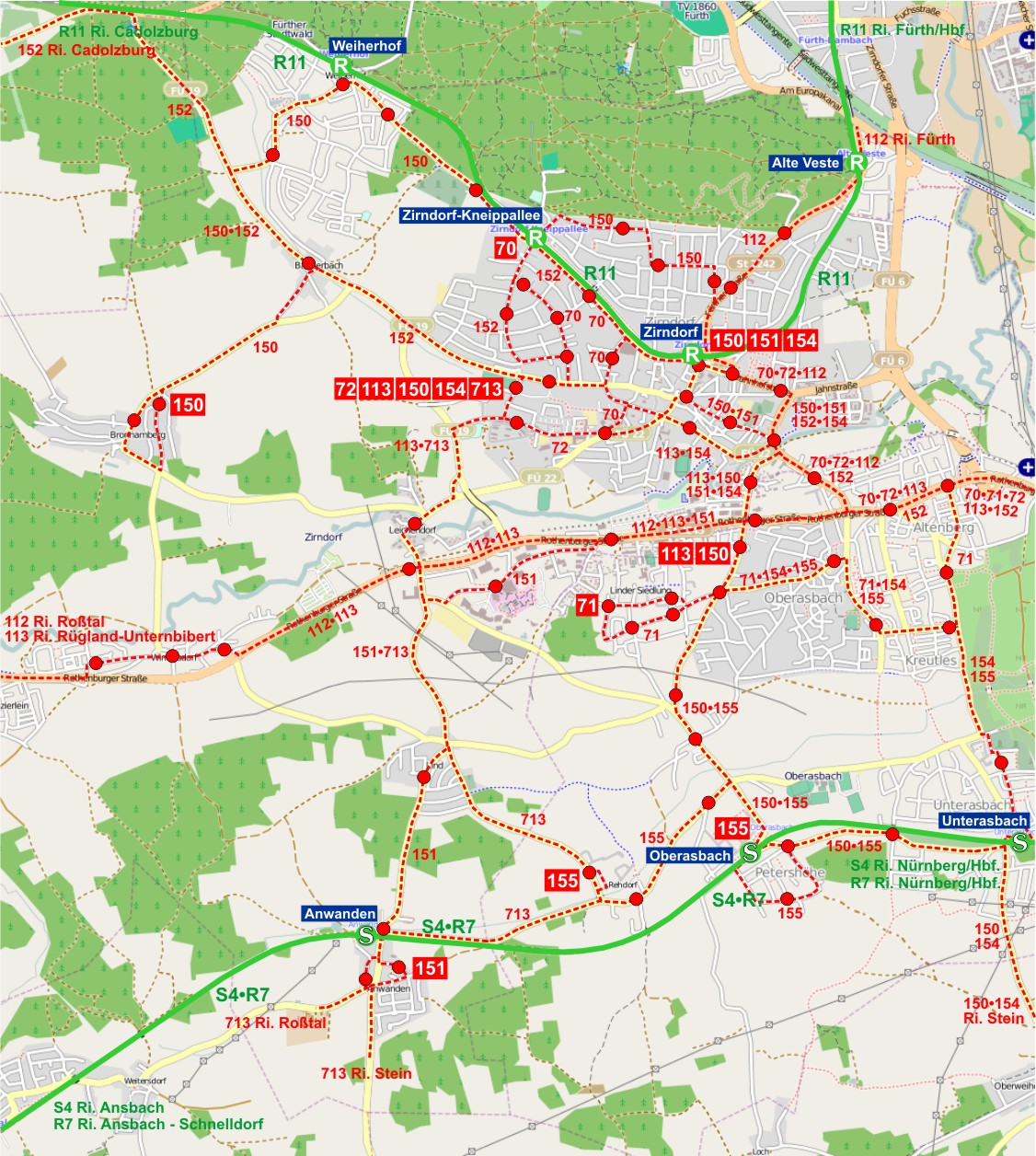
オーバーアスバッハおよびツィルンドルフ付近の近郊交通網

#### 道路
オーバーアスバッハは、ローテンブルガー通り沿いに位置しており、この道路が街のメインストリートとなっている。ローテンブルガー通りは、ニュルンベルクのプレルラーを起点としており、フォン＝デア＝タン通り（連邦道 B4R号線）との交差点以降は州道 St2245号線となる。この道路はオーバーダッハシュテッテン付近で連邦道 B13号線に合流する。この道路はニュルンベルクからローテンブルク・オプ・デア・タウバーに向かう古い幹線街道である。この街はジートヴェストタンジェンテのニュルンベルク＝クラインロイト・インターチェンジ経由で自動車道路網・アウトバーン網に接続している。オーバーアスバッハは、通勤者や重量貨物車両によって引き起こされる交通量増大に悩まされている。
市町村連絡道は、レードルフ、ライヒェンドルフ、リント、ウンターアスバッハへ通じている。リントから郡道 FÜ14号線に接続する。

#### 鉄道
市域内を鉄道ニュルンベルク - クライルスハイム線が通っており、ウンターアスバッハ駅とオーバーアスバッハ駅がある。この区間は、SバーンのS4号線が20分から40分間隔で運行している。
1986年9月25日までは、これに加えてビーベルト鉄道が通っており、ツィルンドルフ＝アルテンベルク駅が利用できた。

#### 近郊交通
オーバーアスバッハ市は、ニュルンベルク広域交通連合の運賃地域に位置しており、数多くの乗合バス路線で結ばれている。ニュルンベルクへ向かうUバーンのグスタフ＝アドルフ＝シュトラーセ駅へはVGAの市バス70号と72号、およびシュメッターリング旅行交通運輸 GmbH 社の地域バス 113号が運行している。フュルトへの直接運行は、本数は少ないが、地域バス路線112号と152号がある。さらにDBレギオ・バス・バイエルン GmbH（旧ツィルンドルフ/オーバーアスバッハ市バス）のバス路線150号、154号、155号がオーバースバッハとツィルンドルフ、シュタイン、Sバーンの駅へ運行している。
将来的に、ニュルンベルクUバーンのU3号線（ノルトヴェストリング - ゲーバースドルフ）を分岐させてオーバーアスバッハまで延伸させる計画がある。この計画は中期的には実現されない見込みである。ゲーバースドルフまでの路線をニュルンベルク市が建設する必要があり、さらに財源も確保できないためである。

## 人物

### ゆかりの人物
- デニス・アイテキン（1978年 - ）サッカー審判員
- シュテッフェン・ヴァインホルト（ドイツ語版、英語版）（1986年 - ）ハンドボール選手